# Демографија Грчке
Грчка је држава у којој су највише настањени Грци. Око 98% становништва је православне вјере, а грчке националности 93%. Једине признате етничке мањине су: Турци, Роми и Бугари, а непризнате су: Албанци и Македонци. У Грчкој живи 10.749.943 становника. 
 Грци су још 2000. п. н. е. насељавали подручја данашње Грчке. Највише их је било на Пелопонезу и у Атини. Грци су били насељени доста и у западној обали Турске. Турци су се у Тракију почели насељавати када је Отоманско царство освојило Византију. Многи Грци и Бугари из Тракије су прешли на Ислам па су названи Турцима.

Подаци о попису:
- Мушкарци:5.263.431
- Жене:5.486.512
- Густина насељености:81,47 становника на км²
- Површина:131.957 км²

## Демографија[3]

### Националност
Највећи број људи су грчке националности, а мањи албанске и остале.
- Грци: 10.452.554 (93,76%)
- Албанци: 481.663 (4,32)
- Бугари: 43.981 (0,39%)
- Румуни: 25.375 (0,23%)
- Остали: 144.960 (1,30%)

### Религија
У Грчкој је највише заступљена православна религија.
Подаци о релгији:
- православци: 10.534.944 (98%)
- муслимани: 139.749 (1,30%)
- остале: 75.250 (0,70%)

### Језици
У Грчкој је службени језик грчки.
Подаци о матерњем језику:
- грчки: 10.642.444 (99,00%)
- остали (енглески и француски): 107.499 (01,00%)

### Старосна структура
| Године   | <15                | 15-65              | 65>                |
| -------- | ------------------ | ------------------ | ------------------ |
| Мушкарци | 787.697 (14,97%)   | 3.564.399 (67,72%) | 911.335 (17,31%)   |
| Жене     | 741.882 (13,52%)   | 3.574.922 (65,16%) | 1.169.708 (21,32%) |
| Укупно   | 1.529.579 (14,23%) | 7.139.321 (66,41%) | 2.081.043 (19,36%) |

### Средња старост
| Мушкарци | 41,10 |
| Жене     | 43,20 |
| Укупно   | 42,20 |

### Стопа миграције, наталитета, морталитета и природног прираштаја
| Стопа миграције            | на 1.000 становника | 2,33  |
| Стопа наталитета           | на 1.000 становника | 9,34  |
| Стопа морталитета          | на 1.000 становника | 10,60 |
| Стопа природног прираштаја | на 1.000 становника | -1,26 |

### Стопа умрле одојчади
| Мушкарци | на 1.000 живорођених | 5,58 |
| Жене     | на 1.000 живорођених | 4,54 |
| Укупно   | на 1.000 живорођених | 5,08 |

### Очекивани животни вјек
| Мушкарци | 77,24 |
| Жене     | 82,52 |
| Укупно   | 79,80 |

### Стопа фертилитета
- Стопа фертилитета:1,37

### Писменост
| Мушкарци | 97,8% |
| Жене     | 94,2% |
| Укупно   | 96%   |